# مانويل كاناداس
مانويل كاناداس (بالإسبانية: Manuel Cañadas)‏ هو لاعب كرة قدم سلفادوري في مركز الوسط، ولد في 12 نوفمبر 1947 في سان ميغيل في السلفادور. شارك مع منتخب السلفادور لكرة القدم. أما مع النوادي، فقد لعب مع نادي لويس أنخيل فيربو.